# ズノー
株式会社ズノー（英: ZUNO Co.,Ltd）は、東京都港区に本社を持つ、コミュニケーション・エージェンシーである。

## 概要
2004年に放送作家の高瀬真尚が、企業のメディア戦略および広告宣伝を一括して展開する新しいクリエイティブエージェンシーとして設立。川上（経営戦略）から川下（コミュニケーション戦略）までのトータルソリューション、新たなインターネット／モバイル技術を活用したニュービジネスを事業ドメインに、企業のマーケティング活動全般を支援している。
また、全国の公共機関の公募・入札情報を毎日提供するASPサービス「入札王」を開発。自社で運営している。

## 沿革
- 2004年7月 - 株式会社ズノーを設立
- 2006年3月 - 全国公共機関の公募・入札情報を提供するASPサービス「入札王」をスタート
- 2007年3月 - 株式会社産業経済新聞社（産經新聞社）、コロムビアミュージックエンタテインメント株式会社との合弁会社、株式会社ニュースペース・コムを設立
- 2009年11月 - 全日空のコラボレーションパートナーに就任[1]
- 2010年6月 - ファミリーマートでのデジタルサイネージプロジェクトをスタート[2]
- 2012年4月 - 映像制作&リサーチプロダクション・株式会社ジーワンの全事業を譲受、吸収合併する。※本社移転

## 代表的な実績
広告企画・制作
- GMOインターネット - 「9199.jp」
- 産経新聞 - 「防災王子」キャンペーン（ACC全日本CMフェスティバル ブロンズ、東京インタラクティブアドアワード ブロンズ）
- 産経新聞 - 「けっこう王子」キャンペーン（ACC全日本CMフェスティバル ファイナリスト）
- ケーズホールディングス - 「店員王選手権」キャンペーン（ACC全日本CMフェスティバル ブロンズ）
- ダック引越センター - 「ダック引越劇場」キャンペーン
- SANKEI EXPRESS - 「新創刊」キャンペーン
- アルデプロ - 「企業広告」
- シャープ -  「日本一縦に長いクイズSHOW シャープに答えて!」（店頭限定）
- ダーツライブ - 「モテル・カルフォルニア DARTS LOVE LIVE」
- JRA - 「モテル・カルフォルニア LET IT RIDE」
- POLA - 「ホワイティシモ」
- ラブトピア - BSフジ

など
Webサイト企画・制作
- 産経新聞 - キャンペーンサイト「防災ネット」（東京インタラクティブアドアワード ブロンズ）
- 大和ハウス - ブランディングサイト「えほんのひろば」
- A3チャンピオンズカップ2007 - 大会公式サイト（3か国語対応）
- 西濃運輸 - 企業サイトリニューアル
- 産経新聞ハートシードプロジェクト - キャンペーンサイト
- シャープ - モバイルカタログサイト
- 1010in.com（戦闘員どっと混む） - ショッカー首領時計スペシャルサイト
- U10G - 祐天寺まちおこしサイト

など
商品企画・開発
- ショッカー首領時計
- ルフィの麦わら〜シャンクスとの誓いの帽子〜
- AKB48『桜からの手紙 〜AKB48 それぞれの卒業物語〜』microSDカード

映像制作＆リサーチ
- 「ジーワン (映像制作)」を参照

など

## 関係会社
- 株式会社ニュースペース・コム - 産經新聞社、コロムビアミュージックエンタテインメントとの合弁会社。PRエージェンシー。
- 食文化サロン 白金劉安 - 資本業務提携を結ぶ、ミシュランガイド1つ星の薬膳中華レストラン。